# 彩虹小馬：友情就是魔法電視特輯—彩虹之旅
《彩虹小馬：友情就是魔法－彩虹之旅》（My Little Pony: Rainbow Roadtrip）是基於動畫影集《彩虹小馬：友情就是魔法》的一小時電視特輯，這部作品與2017年上映的《彩虹小馬大電影》使用相同的風格，較不同的是，它不是在加拿大的DHX Media製作，而是由愛爾蘭的巨石傳媒公司所製作。2019年6月29日於美國Discovery Family頻道首播。2021年2月12日於香港ViuTVsix播映，提供粵語配音和中文字幕。

## 劇情大綱
因雲寶黛茜被邀請作為『彩虹節』的嘉賓，六位主角旅行到了一座名為『希望谷』的城鎮，但她們到了當地後，意外的發現整個鎮子和其中的小馬居民都已經失去了色彩……

## 外部連結
- 互联网电影数据库（IMDb）上《My Little Pony: Rainbow Roadtrip》的资料（英文）